# 布拉戈達特涅 (別爾哥羅德-德涅斯特羅夫斯基區)
45°59′22″N 30°10′35″E / 45.98944°N 30.17639°E
布拉霍達特內（烏克蘭語：Благодатне）是位於烏克蘭西南部的村莊，由敖德萨州裡比爾霍羅德-德涅斯特羅夫斯基區的沙博市鎮負責管轄。該村始建於1798年，面積0.73平方公里，2001年人口241，人口密度每平方公里330.14人。